# Icteranthidium fedtschenkoi
Icteranthidium fedtschenkoi är en biart som först beskrevs av Morawitz 1875.  Icteranthidium fedtschenkoi ingår i släktet Icteranthidium och familjen buksamlarbin. Inga underarter finns listade i Catalogue of Life.